# 1990-Sick
1990-Sick è il quarto album in studio del rapper statunitense Spice 1, pubblicato nel 1995.

## Tracce
1. 1990-Sick (Kill 'Em All) (feat. MC Eiht) – 4:28
2. Dirty Bay – 4:23
3. Mind of a Sick Nigga – 4:59
4. Drama (feat. Kokane) – 4:50
5. Mobbin' – 4:21
6. Survival – 3:31
7. Tales of the Niggas Who Got Crept On – 4:05
8. Sucka Ass Niggas (feat. G-Nut) – 3:20
9. Faces of Death (feat. Kokane) – 4:30
10. 1-800 (Straight from the Pen) – 4:21
11. Ain't No Love (feat. Joya) – 4:19
12. Funky Chickens – 5:40
13. Snitch Killas – 5:00
14. Can U Feel It? (feat. E-40 & Young Kyoz) – 4:40
15. 1990-Sick (Kill 'em All) (Original version) – 4:11